# Elena Kagan
Pour les articles homonymes, voir Kagan.
Elena Kagan, née le 28 avril 1960 à New York (État de New York), est une juriste, professeure de droit et magistrate américaine.
Adjointe au conseiller juridique de la Maison-Blanche de 1995 à 1996 et directrice adjointe du Conseil de politique intérieure de 1997 à 1999, sous la présidence de Bill Clinton, puis doyenne de la faculté de droit de Harvard entre 2003 et 2009, elle est la première femme à être nommée au poste d'avocat général des États-Unis en 2009, lors de la présidence de Barack Obama. En 2010, celui-ci la nomme pour siéger à la Cour suprême des États-Unis.
Elena Kagan succède à John Paul Stevens, qui se retire de ses fonctions près de 35 ans après sa nomination. Aux côtés de Sonia Sotomayor et Stephen Breyer puis Ketanji Brown Jackson, elle fait actuellement partie de la minorité libérale à la Cour suprême, dominée par les conservateurs.

## Biographie

### Jeunesse et formation
Elena Kagan naît à New York, la deuxième d'une famille de confession juive de trois enfants, dans l'Upper West Side de la ville. Sa mère, Gloria Gittelman Kagan, est enseignante à la Hunter College Elementary School, tandis que son père, Robert Kagan, est avocat,,. Ses deux frères enseignent dans des établissements publics, comme leur mère l'avait fait avant eux.
Après ses études secondaires, elle a suivi des cours à Princeton, où elle a obtenu un Bachelor of Arts (licence) en Histoire en 1981 avec la mention summa cum laude. Parmi les sujets étudiés on trouve le mouvement socialiste à New York au début du XXe siècle. Sous la direction de l'historien Sean Wilentz elle a écrit une thèse intitulée To the Final Conflict: Socialism in New York City, 1900–1933.
Alors qu'elle était encore étudiante en premier cycle, elle a été éditorialiste en chef du Daily Princetonian. Avec huit autres étudiants (dont Eliot Spitzer qui présidait le syndicat étudiant à l'époque), elle a rédigé la « Déclaration de la Campagne pour une université démocratique » (Campaign for a Democratic University), qui appelait à « une restructuration fondamentale de l'autorité à l'université » et condamnait la façon qu'avait l'administration de Princeton de prendre des décisions « toutes portes fermées ».
Elle a reçu une bourse d'études, le Princeton's Daniel M. Sachs Class of 1960 Graduating Scholarship, l'une des plus hautes récompenses générales conférées par l'université, ce qui lui a permis d'étudier au Worcester College de l'Université d'Oxford. Elle y a obtenu une maîtrise de philosophie en 1983 puis en 1986 un Juris Doctor (JD) en droit, magna cum laude, à la Faculté de droit de Harvard, où elle a été rédactrice en chef de la Harvard Law Review. Son ami Jeffrey Toobin se rappelait qu'à la Harvard Law, « elle s'était dès le début fait remarquer comme un esprit extraordinaire ». « Elle est aimable avec les gens », ajoutait Toobin. « À l'époque, l'école de droit était un endroit infesté et divisé par la politique. Elle naviguait avec aisance d'une faction à l'autre, et s'attirait le respect de tout le monde. »

### Vie privée
Avec sa famille, elle vivait dans un appartement au troisième étage de la West End Avenue et de la 75e Rue et fréquentait la synagogue de Lincoln Square. Elle était indépendante et volontaire dans sa jeunesse, selon Bill Lubic, un ancien associé juridique, qui s'est rappelé qu'elle s'était opposée à son rabbin orthodoxe sur la façon de faire sa Bat Mitsvah,. Aujourd'hui, elle se reconnaît dans le judaïsme massorti.
Kagan ne s'est jamais mariée, et elle n'a pas d'enfants.

### Carrière

#### Nomination à la Cour suprême

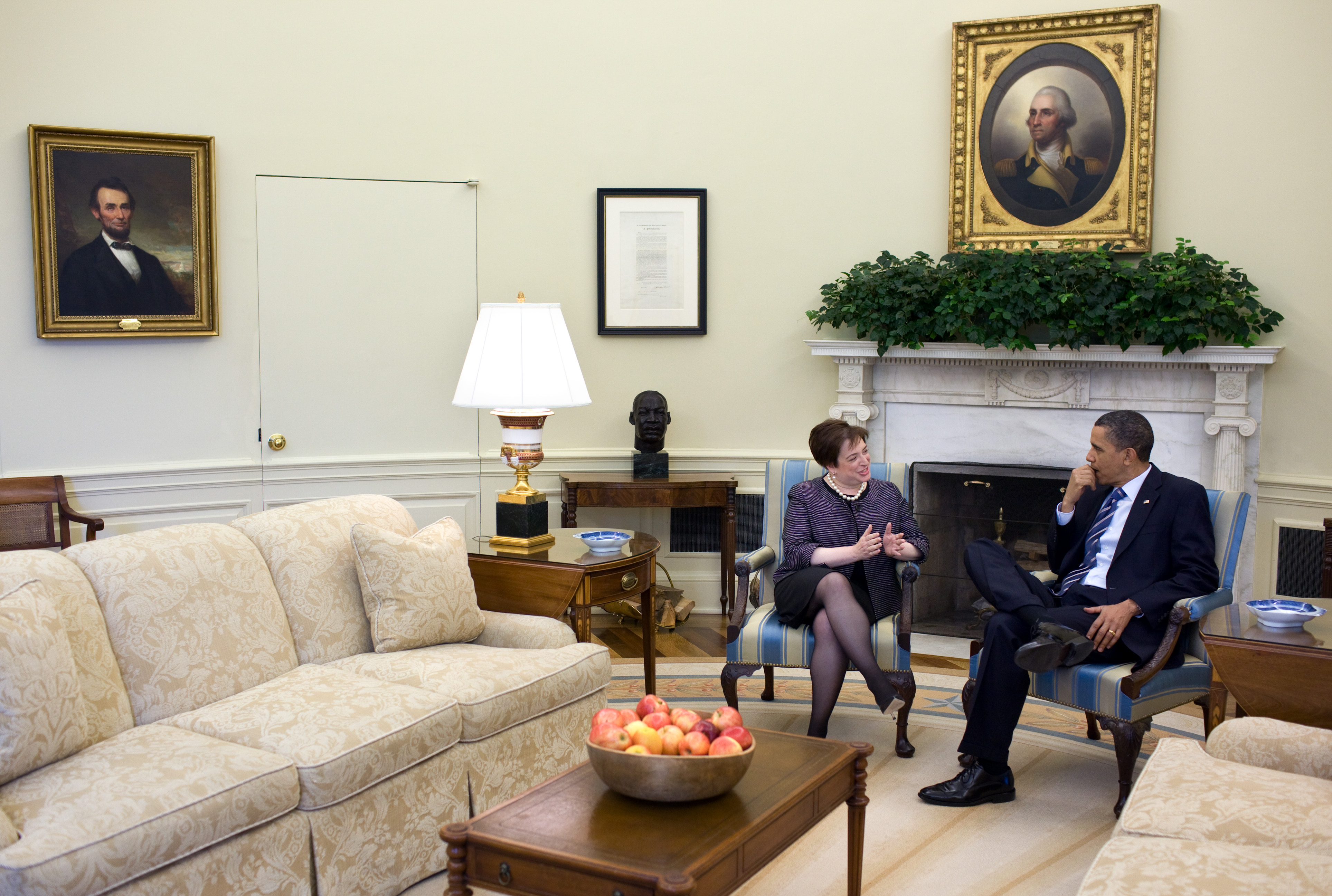
Elena Kagan rencontre Barack Obama dans le Bureau ovale.

Le 10 mai 2010, Elena Kagan est proposée par le président des États-Unis, Barack Obama, pour devenir juge à la Cour suprême des États-Unis en remplacement de John Paul Stevens, qui avait annoncé un mois plus tôt son intention de démissionner,. Les auditions par le Sénat des États-Unis, préalables au vote de confirmation du choix présidentiel, se sont tenues à compter du 28 juin. Le Sénat a approuvé le 5 août par 63 voix contre 37, sa nomination. C'est la première fois dans l'Histoire de la Cour suprême que trois femmes siègent en même temps et la première fois depuis 40 ans qu'une personne sans aucune expérience de juge y siège.

#### Votes et déclarations
En juin 2022, Elena Kagan s'oppose à la décision de la Cour de restreindre le pouvoir de l'EPA de limiter les émissions de gaz à effet de serre des centrales électriques. Elle motive sa dissidence en disant que la Cour n'a pas de compétence pour faire face au changement climatique et décrit le fait que la Cour se saisit de la politique climatique comme étant effrayant.